# روابط ایالات متحده آمریکا و هند

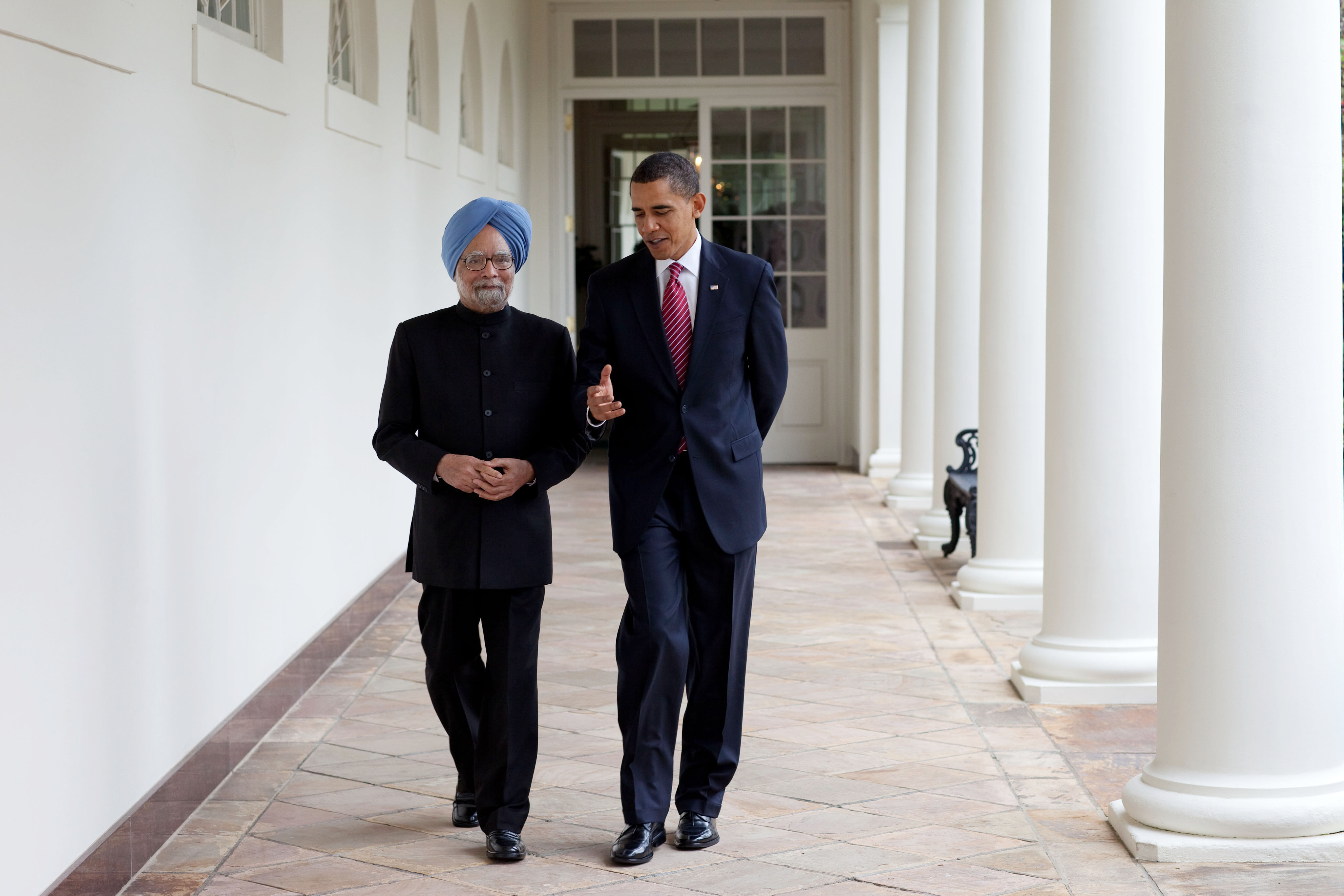
رئیس‌جمهورباراک اوباما همراه با نخست‌وزیر منموهن سینگ در کاخ سفید.

علی‌رغم فراز و نشیب‌های روابط هند و آمریکا در دوره جنگ سرد روابط فعلی آمریکا با هند بسیار گسترده و در تمام ابعاد فرهنگی، اقتصادی و نظامی است. روابط هند با ایالات متحده آمریکا (و یا روابط هند و آمریکا) اشاره به روابط بین‌المللی است که بین جمهوری هند و ایالات متحده آمریکا وجود دارد. علی‌رغم اینکه هند یکی از پیشگامان و اعضای مؤسس جنبش عدم تعهد در سال ۱۹۶۱، بود اما رابطه نزدیک تر هند با اتحاد جماهیر شوروی در طول جنگ سرد توسعه یافت. در طول آن دوره، همکاری هند و روابط استراتژیک و نظامی با مسکو و همراهی با سیاست‌های سوسیالیستی تأثیر منفی بر روابط آن با ایالات متحده گذاشت. پس از فروپاشی اتحاد جماهیر شوروی، هند شروع به بررسی سیاست‌های خارجی خود در جهان تک قطبی و گام برای رسیدن به توسعه روابط نزدیک تر با اتحادیه اروپا و ایالات متحده نمود. امروز، هند و ایالات متحده روابط فرهنگی، استراتژیک، نظامی و اقتصادی گسترده‌ای دارند.

## پس از استقلال (۱۹۴۷–۱۹۹۷)
پس از استقلال هند و تا پایان جنگ سرد، روابط بین ایالات متحده و هند اغلب خوب نبود. سفر دوایت آیزنهاور، در سال ۱۹۵۹، اولین سفر یک رئیس‌جمهور آمریکا به هند بود.
در طول دوره کندی به عنوان رئیس‌جمهور، هند به عنوان یک شریک استراتژیک و وزنه تعادل برای چین کمونیست در نظر گرفته شد. دولت کندی همچنین از آنچه «تجاوز آشکار کمونیست چین علیه هند» پس از جنگ چین و هند در یاد کرد و آن را محکوم نمود. در ماه مه ۱۹۶۳ شورای امنیت ملی، ایالات متحده در مورد برنامه‌ریزی احتمالی که می‌تواند در صورت یکی دیگر از حمله‌های چینی در هند اجرا شود رابرت مک نامارا، وزیر دفاع و ژنرال ماکسول تیلور مداخله بنفع هند را طرح کرد. سفیر کندی در هند اقتصاددان کانادایی، آمریکایی جان کنت گالبریت بود. در حالی که در هند، گالبریت به تأسیس یکی از اولین کامپیوتر بخش علوم هند، در مؤسسه فناوری هند در Kanpur، اوتار پرادش همت گماشت. به عنوان یک اقتصاددان، او همچنین بزرگ‌ترین برنامه کمک‌های خارجی آمریکا را انجام داد. از سال ۱۹۶۱ تا سال ۱۹۶۳، ایالات متحده قول داد برای کمک به راه اندازی یک کارخانه بزرگ فولاد در Bokaro، اما سپس انصراف داد چون جنگ ۱۹۶۵ و ۱۹۷۱ هند و پاکستان روابط ایالات متحده و هند ضربه زد. در طول جنگ سرد، ایالات متحده از کمک به پاکستان را در مقابل اتحاد جماهیر شوروی تدارک دید. تا خروج شوروی از افغانستان و تا سال ۱۹۹۷ هر گونه تلاش قابل توجهی برای بهبود روابط با ایالات متحده آمریکا وجود نداشت.

## قبل از استقلال ۱۹۴۷

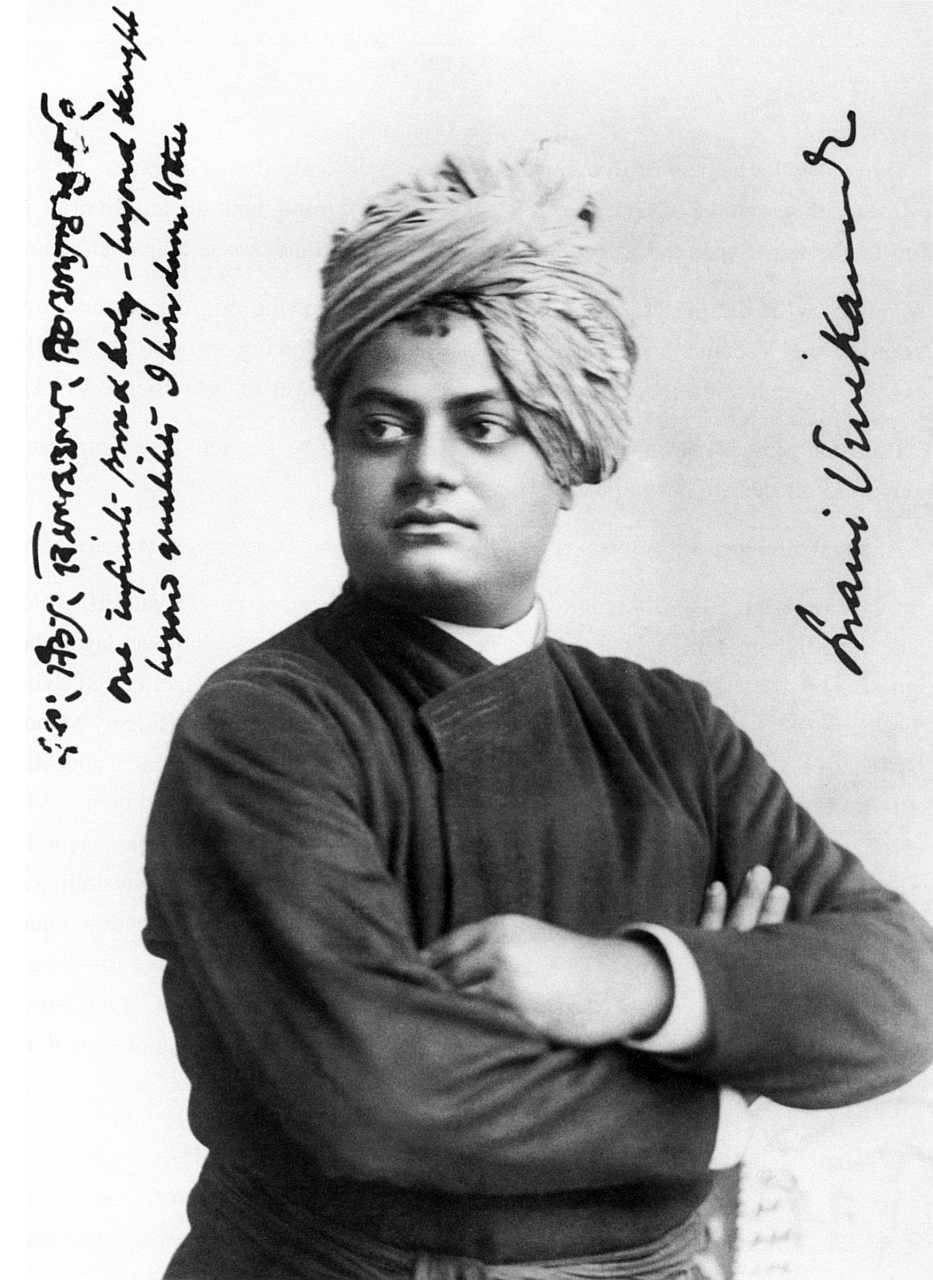
ویوکاناندا in شیکاگو، ۱۸۹۳.

## پس از جهانی شدن (۱۹۹۸–۲۰۰۸)
*نیازمند اطلاعات*

## پیش از استقلال (تا ۱۹۴۷)
|                                                          | هند                                                                   | آمریکا |
| -------------------------------------------------------- | --------------------------------------------------------------------- | --- |
| جمعیت                                                    | ۱٬۲۱۰٬۱۹۳٬۴۲۲                                                         | ۳۳۹٬۴۳۷٬۰۰۰ |
| مساحت                                                    | ۳٬۲۸۷٬۲۴۰ کیلومتر۲ (۱٬۲۶۹٬۲۱۰ مایل مربع)                              | ۹٬۸۵۰٬۴۷۶ کیلومتر۲ (۳٬۸۰۳٬۲۹۰ مایل مربع) |
| تراکم جمعیت                                              | ۳۵۶/کیلومتر² (۹۲۲/مایل مربع)                                          | ۳۱/کیلومتر² (۸۰/مایل مربع) |
| پایتخت                                                   | دهلی نو                                                               | واشینگتن، دی.سی. |
| جمعیت بزرگ‌ترین شهر                                       | مومبای – ۱۳٬۹۲۲٬۱۲۵ (۲۱٬۳۴۷٬۴۱۲ Metro)                                | نیویورک – ۸٬۳۶۳٬۷۱۰ (۱۹٬۰۰۶٬۷۹۸ Metro) |
| دولت                                                     | شبه فدرالی نظام پارلمانی جمهوری قانون اساسی                           | فدرال نظام ریاستی جمهوری |
| زبان رسمی                                                | هند و انگلیسی، ۲۱ زبان رسمی زبانهای رسمی در قانون                     | انگلیسی (دفاکتو) |
| دین‌های اصلی                                              | ۸۰٫۵٪ هندو، ۱۳٫۴٪ مسلمان، ۲٫۳٪ مسیحی، ۱٫۹٪ سیک، ۰٫۸٪ بودایی، ۰٫۴٪ جین | ۷۸٫۴٪ مسیحی، ۱۶٫۱٪ بودن مذهب، ۱٫۷٪ یهودی، ۰٫۷٪ بودایی، ۰٫۶٪ مسلمان، ۰٫۴٪ هندو |
| گروه‌های قومی                                             | گروه‌های قومی هند همچنین ببینید                                        | ۷۴٪ سفیدپوست، ۱۴٫۸٪ اسپانیایی (از هر نژاد), ۱۳٫۴٪ سیاهپوست، ۶٫۵٪ برخی نژادهای دیگر، ۴٫۴٪ آسیایی، ۲٫۰٪ Two or more races, ۰٫۶۸٪ سرخپوستان آمریکایی یا بومیان آلاسکا، ۰٫۱۴٪ اقیانوسیه‌ای |
| تولید ناخالص داخلی (اسمی)                                | $1.846 تریلیون ($1,527 per capita) (۹ام)                              | $۱۵٫۰۸۸ تریلیون ($۴۸٬۱۴۷ per capita) (۱ام) |
| تولید ناخالص داخلی (برابری قدرت خرید)                    | $۴٫۴۶۹ تریلیون ($۳٬۷۰۳ per capita)(۳ام)                               | $۱۵٫۰۸۸ تریلیون ($۴۸٬۱۴۷ per capita)(۱ام) |
| هندی‌های آمریکایی                                         | ۶۰٬۰۰۰ American born people living in India                           | ۲٬۷۶۵٬۸۱۵ هندی‌ها در آمریکا |
| هزینه‌های نظامی                                           | $۴۱٫۳ بیلیون (فوریه ۲۰۱۱–۱۲)                                          | $۶۶۳٫۷ بیلیون (فوریه 2010) |
| قوای نظامی                                               | ۴٬۷۶۸٬۴۰۷                                                             | ۲٬۸۹۴٬۶۴۸ |
| English Speakers                                         | ۱۲۵٬۲۲۶٬۴۴۹                                                           | ۲۶۷٬۴۴۴٬۱۴۹ |
| نیروهای کاری                                             | ۴۷۸٬۳۰۰٬۰۰۰                                                           | ۱۵۴٬۹۰۰٬۰۰۰ |
| فهرست کشورها بر پایه تعداد استفاده از گوشی‌های تلفن همراه | ۸۹۳٬۸۴۳٬۵۳۴                                                           | ۳۲۷٬۵۷۷٬۵۲۹ |

## ۱۹۷۴
.

## جهانی شدن (۱۹۹۸–۲۰۰۸)

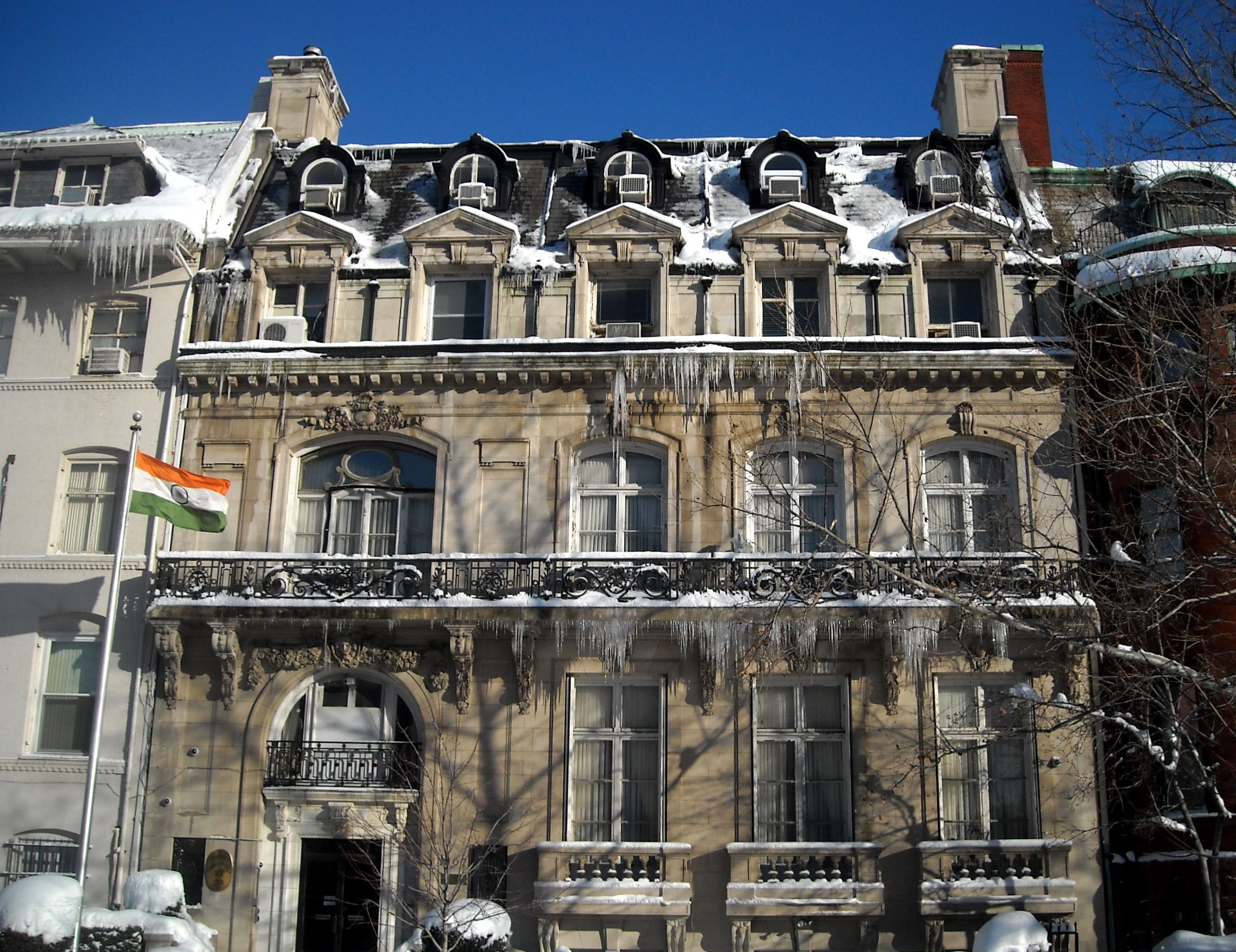
Embassy of India in واشینگتن، دی.سی.

.

## روابط نظامی
- -     -       -         - اقتصادی- نظامی *********

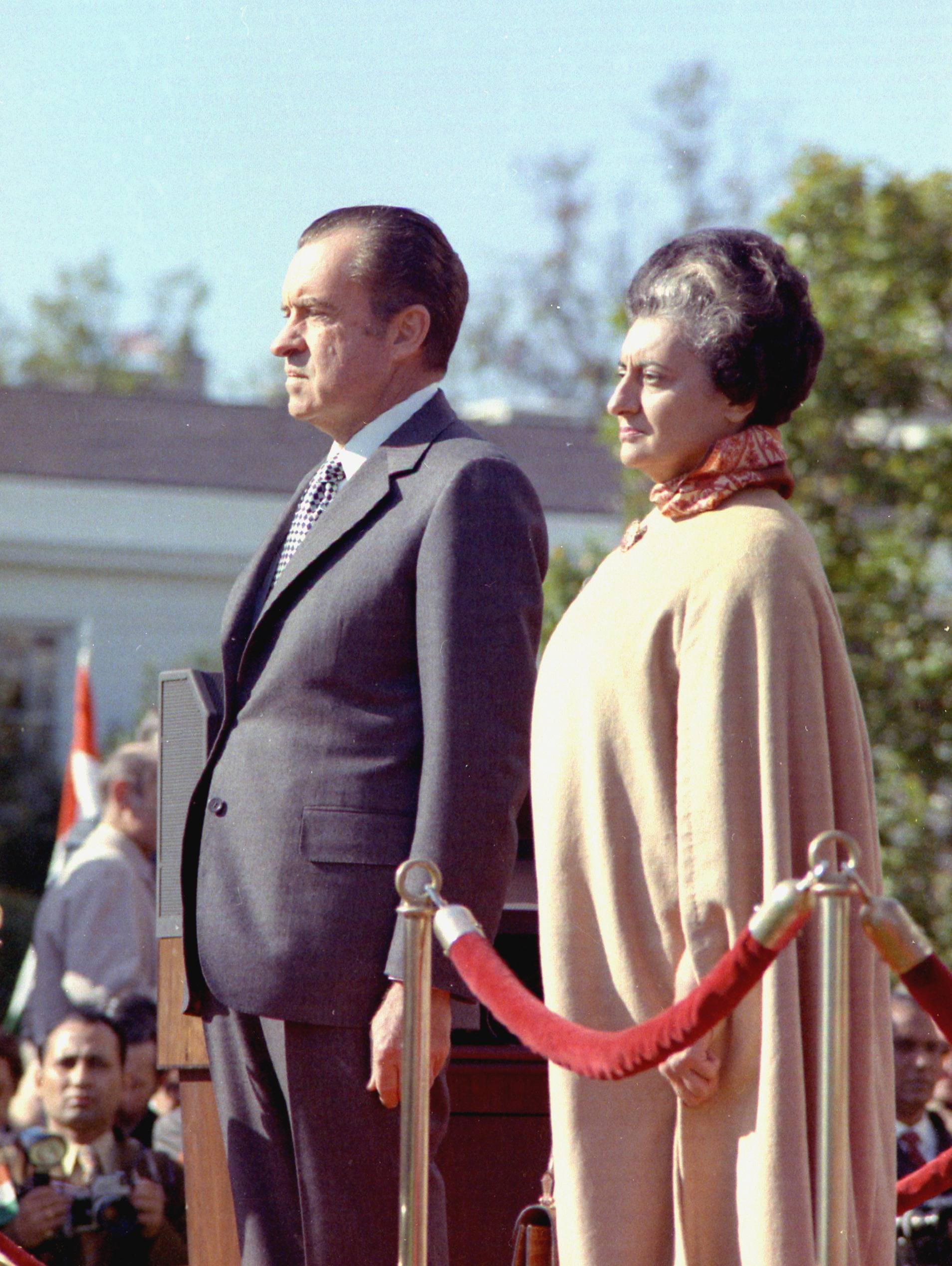
رئیس‌جمهور ایالات متحده آمریکا ریچارد نیکسون و نخست‌وزیر هند ایندیرا گاندی در ۱۹۷۱. آنها یک ضد همبستگی شخصی عمیق داشتند که باعث ایجاد روابط دو جانبه می‌شد.

شرکت وستینگهاوس الکتریک (Westinghouse Electric) آمریکا اعلام کرد که با شرکت نوکلیر پوور (Nuclear Power) هند به توافق اصولی رسیده‌است تا اولین راکتورهای هسته‌ای آمریکا را در هند بسازد. همچنین اعلام شد آمریکا با هند قرارداد فروش گاز منعقد می‌کند. آمریکا می‌خواهد حجم روابط دو کشور در سال ۲۰۱۲ را از مقدار ۷۴ میلیارد فعلی به میزان ۱۰۰ (یکصد میلیارد دلار افزایش دهد) با سرمایه‌گذاری مستقیم ۹ میلیارد دلاری بزرگ‌ترین شریک سرمایه‌گذار هند است. این سرمایه‌گذاری مستقیماً در زمینه برق، مخابرات، بنادر، راه‌ها نفت، اکتشاف، و فرایند معادن صورت گرفته‌است. در سال ۲۰۰۷ آمریکا ۲۴/ ۱۷ میلیارد صادرات شامل هواپیما، جنگنده، کود شیمیایی، سخت‌افزار کامپیوتر، ابزار دارویی و ۲۴ میلیارد واردات از هند داشته که خدمات ای تی، ابزارهای ای تی، سنگ و الماس آهن، تولیدات فولاد، نساجی، ماشین آلات، قهوه، چای، مواد خوراکی، بوده‌است. هند کمتر از ۱۰ درصد صادرات خود را به آمریکا ارسال می‌کند و صادرات آمریکا به هند نیز تنها شامل ۲ درصد از کل کالاهای آمریکایی می‌شود. حجم مبادلات آمریکا و هند در سال ۲۰۰۹ میلادی بالغ بر ۶۰ میلیارد دلار بوده‌است. در این میان موازنه تجاری برای آمریکا حدود ۲ / ۷ میلیارد دلار کسری نشان می‌دهد. بدنبال سفر اوباما به هند، آمریکا امیدوار بود که حجم صادرات آمریکا به هند در ۲۰۱۰ و ۲۰۱۱ بالغ بر ۱۰ میلیارد دلار افزایش یابد اما صرف نظر کردن هند از قرارداد ۹ میلیارد دلاری خرید اف ۱۸ و اف ۱۶ این امیدواری را به یاس تبدیل نمود البته در خرداد ماه جاری پارلمان هند خرید ۴ میلیارد دلار تجهیزات نظامی از جمله هواپیماهای نفر بر گلوب را از آمریکا تصویب کرده‌است؛ که این قرارداد می‌تواند به معنای تضمین ۵۰ هزار فرصت شغلی در آمریکا باشد.

## سهم شرکت‌های آمریکایی در هند
شرکت بوئینگ با فروش ۳۰ هواپیمای مسافربری جت ۷۳۷ به شرکت هندی «اسپایس‌جت» قراردادی به میزان ۷ / ۲ میلیارد دلار به امضاء رسانده‌اند سهم جنرال الکتریک نیز حدود ۸۰۰ میلیون دلار برای فروش موتور برای هواپیماهای جنگنده خواهد بود. دو شرکت آمریکایی جنرال الکتریک و کاترپیلار نیز ساخت یک‌هزار لوکوموتیو دیزلی را برای راه‌آهن هند بر عهده گرفته‌اند. واشینگتن و دهلی‌نو همچنین از ساخت ده هواپیمای ترابری نظامی با همکاری شرکت بوئینگ به حجم ۵ / ۴ میلیارد دلار خبر دادند….
تعدادی از شرکت‌های آمریکایی از مشکلات سرمایه‌گذاری در هند شکایت کرده‌اند و واشینگتن می‌خواهد برخی از شرکت‌های بزرگ مانند وال مارت آسانتر به اقتصاد در حال گسترش هند راه پیدا کنند. اما یک تحلیلگر جنوب آسیا در دانشگاه ملی استرالیا گفته در حالی که فضای بازرگانی در هند با چالش‌هایی همراه‌است، این مشکلات بر چشم‌اندازها و قابلیت‌های دراز مدت تأثیر نمی‌گذارد.
با به رسمیت شناختن هند به عنوان یک شریک استراتژیک، ایالات متحده برای تقویت روابط خود با هند تلاش کرده‌است. در اواخر سپتامبر سال ۲۰۰۱، پرزیدنت بوش تحریم‌های وضع شده - تحت قانون پیشگیری از گسترش سلاح‌های هسته‌ای پس از آزمایش‌های هسته‌ای هند در ماه مه سال ۱۹۹۸ را برداشت در یک دیدار بین پرزیدنت بوش و نخست‌وزیر وجپیی در نوامبر سال ۲۰۰۱، رهبران دو کشور ابراز علاقه در تحکیم روابط دوجانبه ایالات متحده و هند کردند. در سطح بالا جلسات و همکاری‌های مشخص بین دو کشور در طول سال‌های ۲۰۰۲ و ۲۰۰۳ افزایش یافت. در ژانویه سال ۲۰۰۴، ایالات متحده و هند در راه اندازی «گام‌های بعدی در مشارکت استراتژیک» (NSSP)، که هر دو نقطه عطفی در تحول روابط دوجانبه بود برداشتند.
در ژوئیه سال ۲۰۰۵، بوش میزبان نخست‌وزیر مانموهان سینگ در واشینگتن، دی سی، بود. پرزیدنت بوش در سفر دیدار متقابل به هند در ماه مارس ۲۰۰۶ از پیشرفت ابتکارات جدید سخن گفت.
در دسامبر سال ۲۰۰۶، کنگره ایالات متحده ه و هند قرار داد صلح‌آمیز قانون همکاری اتمی، که اجازه می‌دهد تا به‌طور مستقیم قراردادهای اتمی صورت گیرد
در ۱۰ اکتبر ۲۰۰۸، وزیر امور خارجه رایس و موکرجی وزیر امور خارجه هند خارجی، توافق حاکم بر تجارت هسته‌ای غیرنظامی بین دو کشور، را امضا کردند

## روابط اقتصادی
آمریکا بزرگ‌ترین سرمایه‌گذار مستقیم در هند است.
از سال ۱۹۹۱ تا ۲۰۰۴ سرمایه‌گذاری مستقیم از ۱۱/۳ یازده. سه میلیون به ۳۴۴ میلیون و نیم

### تجاری

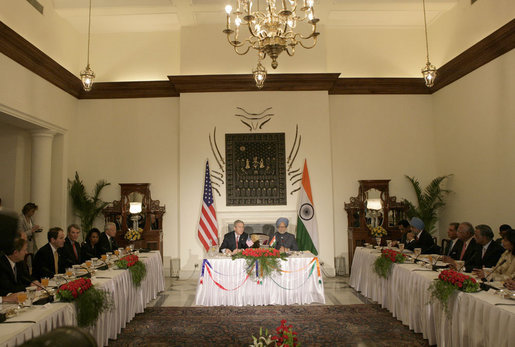
رئیس‌جمهور ایالات متحده آمریکا جورج دبلیو بوش و نخست‌وزیر هند منموهن سینگ در جریان یک ملاقات با رهبران تجاری هند و آمریکا دردهلی نو.

در ۲۰۰۷ آمریکا ۱۷ میلیارد کالا به هند صادر نمود و ۲۴ میلیون واردات از هند داشت.
. Major items exported by India to the US include فناوری اطلاعات services, پارچه.
.
اکثر صادرات از آمریکا به هند عبارتند از: تجهیزات حمل و نقل هوایی، مهندسی مواد و ماشین آلات، ابزار مورد استفاده در بخش‌های نوری و پزشکی، کود، و سنگ و فلزات. در زیر درصد اقلام مبادله شده (هند به ایالات متحده)، که ۲۱٫۱۲ درصد ۶٬۹۴ میلیارد دلار افزایش یافته:
اکثر صادرات از آمریکا به هند عبارتند از: تجهیزات حمل و نقل هوایی، مهندسی مواد و ماشین آلات، ابزار مورد استفاده در بخش‌های نوری و پزشکی، کود، و سنگ و فلزات. در زیر درصد اقلام مبادله شده (هند به ایالات متحده)، که ۲۱٫۱۲ درصد ۶٬۹۴ میلیارد دلار افزایش یافته:
1. الماس و سنگ‌های قیمتی (۲۵ درصد)
2. منسوجات (۲۹٫۰۱ درصد)
3. آهن و فولاد (۵٫۸۱ درصد)
4. ماشین آلات (۴٫۶ درصد)
5. مواد شیمیایی آلی (۴٫۳ درصد)
6. ماشین آلات برق (۴٫۲۸ درصد)

- اقلام عمده صادرات (ایالات متحده به هند) در سال ۲۰۰۶ تا ماه آوریل به ۲٫۹۵ میلیارد دلار رسید:

1. محصولات مهندسی و ماشین آلات (شامل برق) (۳۱٫۲ درصد)
2. حمل و نقل هوایی و هواپیما (۱۶٫۸ درصد)
3. سنگ‌های قیمتی و فلزات (۸٫۰۱ درصد)
4. ابزارهای نوری و تجهیزات (۷٫۳۳ درصد)
5. مواد شیمیایی آلی (۴٫۹۸ درصد)

## (۲۰۰۹-اکنون)

### سفر اوباما
سفر اوباما به هند اهمیت زیادی داشت.

### مسائل سیاست خارجی

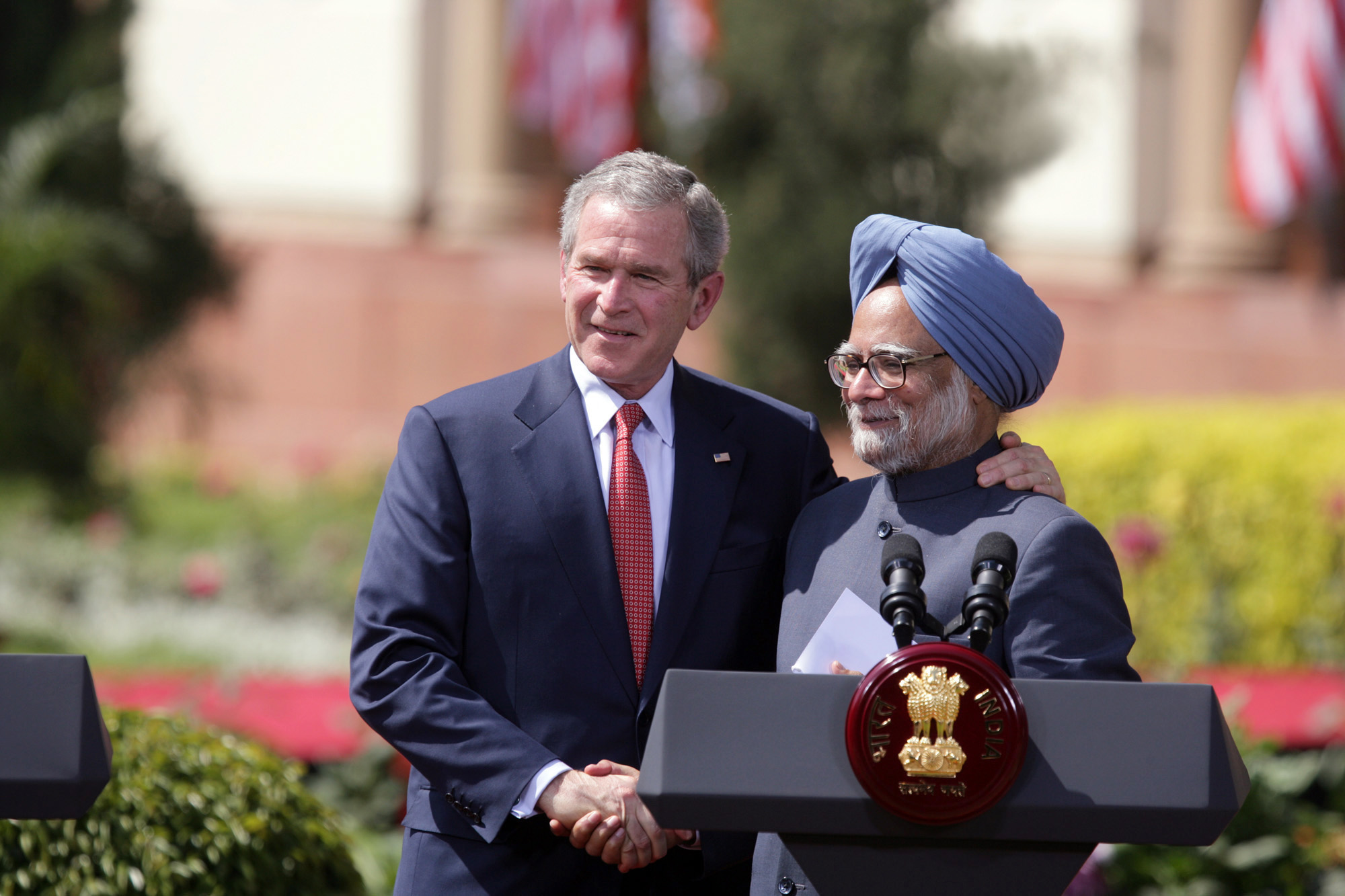
President George W.

.

### روابط اقتصادی
.

### روابط نظامی و استراتژیک
در سال ۲۰۰۹ آمریکا فروش دو میلیارد پوسیدوم به هند را اعلام کرد.

## یادداشت
1. ↑  India-U.S. Economic and Trade Relations
2. ↑  The Evolving India-U.S. Strategic Relationship
3. ↑  Religious Affiliation Pew report
4. 1 2  http://en.wikipedia.org/wiki/Economy_of_india
5. ↑  «FDsys - Browse BUDGET» (PDF). بایگانی‌شده از اصلی (PDF) در ۸ اوت ۲۰۱۱. دریافت‌شده در ۳۱ ژوئیه ۲۰۱۲.
6. ↑   — Taipei Times, بایگانی‌شده  در ۵ مارس ۲۰۱۲ توسط Wayback Machine Indian American Center for Political Awareness
7. ↑  Clinton Imposes Full Sanctions On India
8. ↑  Foreign Trade Census
9. ↑  «India - U.S. Trade and Economic Relations<!Bot-generated title>». بایگانی‌شده از اصلی در ۲۶ مه ۲۰۱۰. دریافت‌شده در ۳۱ ژوئیه ۲۰۱۲.
10. 1 2  India (10/07)<!Bot-generated title>
11. ↑  «New Strategic Partnerships Robert O. Blake». بایگانی‌شده از روی نسخه اصلی در ۱۵ ژوئیه ۲۰۰۹. دریافت‌شده در ۱۵ ژوئیه ۲۰۰۹.
12. ↑  The China-India Border Brawl

India US TradeIndia US Trade in 2015US Trade with BRIC: China holds the key
Economic profile of India and the United States
iyty